# Formica serresi
Formica serresi är en myrart som beskrevs av Théobald 1937. Formica serresi ingår i släktet Formica och familjen myror. Inga underarter finns listade i Catalogue of Life.